# Žulebino (metropolitana di Mosca)
Žulebino (in russo Жулебино?) è una stazione della Metropolitana di Mosca situata sulla Linea Tagansko-Krasnopresnenskaja. Inaugurata nel 2013, la stazione serve il quartiere omonimo.